# Bizovac
Bizovac falu és község Horvátországban, Eszék-Baranya megyében.

## Fekvése
Eszéktől légvonalban 17, közúton 19 km-re nyugatra, a Szlavóniai-síkságon, az Eszéket Nekcsével összekötő főút mentén fekszik. Áthalad rajta az Eszéket Zágrábbal összekötő vasútvonal.

## A község települései
A községhez Bizovac, Brogyance (Brođanci), Cerovac, Cret Bizovački, Habjanovci, Novaki Bizovački, Szomotovci (Samatovci) és Selci települések tartoznak.

## Története
Bizovac területén már az őskorban is éltek emberek. Ezt bizonyítja, hogy 1885-ben a Lepodrevci mezőn egy bizovaci paraszt 332 darab, jó megtartású középső bronzkori tárgyat szántott ki a földből. A leletek között bronz sarlókat, ékeket, lándzsákat, ékszereket, szerszámokat és még sok más tárgyat találtak.
A község honlapja szerint a középkorban „Byezafalva” volt a neve és a ladomérfalvi plébániához tartozott, de erre semmilyen korabeli forrás nem található. Ezt Engel Pál is megerősíti a Drávántúl középkori topográfiájáról írt tanulmányában. Bizovac így valószínűleg azok közé a települések közé tartozik, amelyek a török uralom idején létesültek Boszniából betelepült katolikus sokácok érkezésével. Első írásos említése ennek megfelelően az 1579-es török defterben található 8 házzal a karasi náhije részeként. A felszabadító harcok során elnéptelenedett. 1702-ben „desertus pagus Bisofzy” néven kihalt településként említik. A mai település a 18. században létesült. Egy régi egyházi dokumentum szerint Bizovac települést a mai helyén 1752 és 1755 között a környező kis falvak lakosságának az áttelepítésével létesítették. Ezek az egykori szállások a mai bizovaci határ azonos nevű területein helyezkedtek el. Bizovac 1737 eleji összeírásában több olyan őslakos vezetékneveket találunk, amelyek a mai napig fennmaradtak. Ilyen családnevek a Bošnjak, Domanovac, Erić, Grlica, Glavaš, Glavašić, Kolarić, Mihaljević, Škarić, Sršić, Sudar és Vuković. 
A török kiűzése után a valpói uradalom részeként kamarai birtok volt, majd 1721. december 31-én III. Károly az uradalommal együtt Hilleprand von Prandau Péter bárónak adományozta. A Prandau család 1885-ig volt a birtokosa. Szent Máté apostol és evangélista tiszteletére szentelt temploma 1802-ben épült egyszerű, barokk-klasszicista stílusban. A 19. század első felében felépítették a Prandau család itteni kastélyát az uradalom központi adminisztrációja és az uradalmi tisztviselők elhelyezése céljából. A kastély Prandau Marianna bárónő házasságával Normann Konstantin gróf tulajdonába ment át, aki lakókastélynak építtette át és az épület ekkor nyerte el mai formáját. 1809-ban megnyílt a település postahivatala. Az első malom 1890-ben, a második 1910-ben létesült. A település első iskolája 1849-ben nyílt meg.
Az első katonai felmérés térképén „Biszovacz” néven található. Lipszky János 1808-ban Budán kiadott repertóriumában „Bizovacz” néven szerepel. Nagy Lajos 1829-ben kiadott művében „Bizovacz” néven 172 házzal, 1104 katolikus vallású lakossal találjuk.
1857-ben 1162, 1910-ben 1301 lakosa volt. Verőce vármegye Eszéki járásához tartozott. Az 1910-es népszámlálás adatai szerint lakosságának 83%-a horvát, 7%-a német, 6%-a magyar anyanyelvű volt. A település az első világháború után az új szerb-horvát-szlovén állam, majd később (1929-ben) Jugoszlávia része lett. Az 1920-as években, majd a második világháború után több hullámban Likából, Dalmáciából, Boszniából és a horvát Zagorjéből érkezett ide katolikus népesség a jobb megélhetés reményében. Az új betelepülők magukkal hozták népzenéjüket, dalaikat és népszokásaikat, majd összeolvadva az őshonos lakossággal multikulturális közösséget hoztak létre. 1926-ban megalakult a helyi labdarúgóklub és az önkéntes tűzoltó egyesület. 1935-ben létrejött a Seljačka sloga kulturális egyesület helyi csoportja. 1991-ben lakosságának 95%-a horvát nemzetiségű volt. 
A délszláv háború alatt, 1991. november 7-én délben a JNA repülőgépei minden hadászati ok nélkül rárepültek Bizovacra. A bizovaci fürdőt, a városközpontban található áruházat és a vasútállomást támadták. A Kolodvorska utcában több családi házat is találat ért. Ebben a terrorista támadásban, amelyért később senki sem vállalta felelősséget 9 embert öltek meg és 24-en megsebesültek. A halottak között volt egy tizenegy éves fiú is. A településnek 2011-ben 2043 lakosa volt. Az Eszék városához való közelsége, kiváló közlekedési kapcsolatai, fejlett kézművessége, termékeny szántóföldjei, kereskedelme és turisztikai potenciálja, különösen pedig a gyógyvíz felfedezése után Bizovac egyre több ember számára válik vonzóvá.

## Lakossága
| Lakosság változása | Lakosság változása | Lakosság változása | Lakosság változása | Lakosság változása | Lakosság változása | Lakosság változása | Lakosság változása | Lakosság változása | Lakosság változása | Lakosság változása | Lakosság változása | Lakosság változása | Lakosság változása | Lakosság változása | Lakosság változása |
| ------------------ | ------------------ | ------------------ | ------------------ | ------------------ | ------------------ | ------------------ | ------------------ | ------------------ | ------------------ | ------------------ | ------------------ | ------------------ | ------------------ | ------------------ | ------------------ |
| 1857               | 1869               | 1880               | 1890               | 1900               | 1910               | 1921               | 1931               | 1948               | 1953               | 1961               | 1971               | 1981               | 1991               | 2001               | 2011               |
| 1.162              | 1.229              | 1.072              | 1.096              | 1.219              | 1.301              | 1.243              | 1.343              | 1.561              | 1.667              | 1.942              | 1.957              | 2.162              | 2.235              | 2.274              | 2.043              |

## Nevezetességei
A Normann Prandau-Ehrenfels kastélyt az 1830-as években építették az uradalom központi adminisztrációja és az uradalmi tisztviselők elhelyezése céljából. A kastély Prandau Marianna bárónő házasságával Normann Konstantin gróf tulajdonába ment át, aki modern lakókastélynak építtette át és az épület ekkor nyerte el mai formáját. Ekkor ültették a környező park növényeit. Virágnevelés céljára üvegházakat és gazdasági épületeket létesítettek. 1885-ben a kastélyban 17 helyiség, két pince, hatalmas, részben üvegezett veranda volt. A kiszolgáló létesítmények között kazánház, vízvezeték és csatornahálózat épült. A kastély homlokzatait ma is egyszerű, téglalap alakú ablaknyílások díszítik, amelyeket svájci faragott faredőnyök dekorálnak. Az épület mennyezete kettős szerkezetű, a mennyezet téglával burkolt. A tetőtéri teret széna tárolására használták, a zárt tároló helyiségeknek három rekesze volt. Noha a kastélyt többször átalakították, máig megtartotta azon stílusbeli sajátosságait, amelyben létrehozták. 1979-ig általános iskolaként használták, amikor a közelben a kert és a park helyén egy új, modern iskolaépületet építettek. Ma egy részében a helyi önkormányzat irodái működnek, míg a másik részét kulturális és turisztikai célra tervezik kialakítani.
Bizovacon a 18. században egy a Boldogságos Szűz Mária tiszteletére szentelt fakápolna volt mely 1761-ig állt, amikor felépült a Szent Máté apostol és evangélista tiszteletére szentelt kápolna. A ladomérfalvi plébániát 1789-ben alapították, melyhez Bizovac is tartozott. 1804-ben a plébánia központját Bizovacba helyezték át. A bizovaci plébániaház 1810-ben épült. Szent Máté apostol és evangélista plébániatemplomát 1802-ben építették, majd többször, 1875-ben és 2004 és 2007 között megújították. A bizovaci plébániához Cret Bizovački, Samatovci, Novak Bizovački és Topolini katolikus hívei tartoznak.
Szent Máté apostol tiszteletére szentelt római katolikus templomát 1802-ben építették barokk-klasszicista stílusban. Egyhajós épület, háromoldalú szentéllyel, sekrestyével és a főhomlokzat előtti karcsú, magas harangtoronnyal. 2002-ben egy addig meg nem valósított 1940-es terv szerint sekrestyéket építettek a templomhoz.
Védett népi építésű épületek a Tomiszláv király utca 70. és 146. szám alatti két, fából épített gabonatároló.
Egy 1967-ben olaj után végzett kutatófúrás során 1830 méter mélységben a Naftaplin vállalat alkalmazottai forró, sós és ásványi anyagokban gazdag vizet találtak, amely melegebb volt, mint bármely más általuk ismert termálvíz. A víz kiaknázása azonnal megkezdődött. Az emberek kezdetben a kifolyócsöveknél fürödtek. 1974-ben kültéri medencét építettek, majd mellé előre gyártott elemekből épített szálláshely épült étteremmel, valamint egy kültéri és egy fedett medencével. A Termia Hotel 1990-ben nyílt meg az orvosi rehabilitációs Poliklinika részeként. 1997-ben befejeződött az Aquapolis modern fürdőkomplexum építése. A honvédő háború után, amelyben sem a Termia Hotelt sem Bizovac központját nem kímélték a jugoszláv hadsereg repülőgépei, felépítették az eszéki kórház fizikoterápiás és rehabilitációs osztályát. Több helyi lakos adott ki szobákat a fürdővendégek részére, mely kiegészítő jövedelmet jelentett a számukra és hozzájárult a turizmus fejlődéséhez.
A bizovaci Bajer-tó egy több tóból álló, mintegy 15 hektáros tórendszer Bizovactól nyugatra, a falu közelében. A tavakat az egykori bizovaci téglagyár területén alakították ki. A történelmi feljegyzések szerint a téglagyártás Bizovacban az 1930-as években kezdődött, amikor a helyi Brkić és Dlouhi családok társultak annak érdekében, hogy közösen jelentős mennyiségű építőanyagot termeljenek és értékesítsenek. A téglagyár időközben megszűnt. Az 1990-es évek végén az egykori bányagödröket kiváló minőségű tiszta vízzel töltötték fel, hogy halastavakat létesítsenek. Ponty, sügér, amur, harcsa, csuka és más édesvízi halak találták meg élőhelyüket a mély vízben. A tórendszer egyik részén fürdőhelyet alakítottak ki.

## Kultúra
A Seljačka sloga helyi szervezetét 1935-ben alapították. Ennek örökségét vette át a helyi kulturális és művészeti egyesület. A KUD Bizovac kulturális és művészeti egyesületet 1968-ban alapították és már több, mint ötven éve ápolja szülőföldje eredeti hagyományait. Egyedi, jellegzetes női népviseletével fellép folklór rendezvényeken itthon és külföldön egyaránt. Felléptek már Ausztriában, Bosznia-Hercegovinában, Csehországban, Olaszországban, Magyarországon, Németországban, Lengyelországban, Szlovéniában, Szerbiában, Szlovákiában, Szlovéniában, Svédországban és Svájcban is. Táncaik, dalaik és zenéjük magas művészi színvonalát a sok köszönőlap, plakát és elismerés bizonyítja, amelyek büszkén díszítik vitrinjeiket és falaikat. A helyi folklór mellett más horvát régiók folklórját is sikeresen képviselik.
2003 óta rendezik meg minden évben a „Bizovačke ljetne večeri” nyári fesztivált. A többnapos szórakoztató zenei és sportesemény Bizovac önkormányzata és számos helyi egyesület támogatásával jött létre. A fesztivál eseményei a Normann-Prandau kúria tágas parkjában és udvarán, valamint a Bizovaci Általános Iskola sportpályáin zajlanak. A nagy, modern színpadon népszerű énekesek, zenészek, népművészek, népi együttesek lépnek fel. Az esemény különlegessége a tradicionális bizovaci utcai kerékpárverseny, amelyet az 1970-es évek óta rendeznek meg. A rendezvények első napján a halpaprikás készítés legjobb mesterei mutatják be tudásukat. A hatalmas fehér sátrak alatt hideg italokat és helyi kulináris specialitásokat kínálnak. A kultúra kedvelőinek érdeklődését művészeti kiállításokkal, régi fényképekkel, kézműves bemutatókkal elégítik ki. 
A településnek színpompás népviselete van. Különösen a női népviselet tűnik ki a többi szlavóniai népviselet közül. A történelmi adatok is bizonyítják, hogy a falu lakosságát régen részben bácskai és baranyai magyarok alkották. A díszes női népviselet valószínűleg az ő hatásukat tükrözi.

## Oktatás
A helyi elemi iskolát 1852-ben alapították. A tanító kezdetben az egyik uradalmi épületben élt, később önálló lakást építettek a számára. Néhány hektáros földterületet is kapott, amelyet azok a lakosok műveltek, akiknek gyermekei iskolába jártak. Az osztályok vezetése és az iskolai feladatok mellett a tanító templomi szolgálatot is ellátott. Az 1960-as években az oktatási rendszer átszervezésével a közeli Habjanovci, Brođanci, Cret Bizovacki és Samatovci falvak iskolái a bizovaci iskola területi iskolái lettek. 1979-ben új iskolaépületet avattak tornateremmel, amely még ma is megfelel a bizovaci oktatás igényeinek. Az iskolában tanári kabinet és speciális tantermek is vannak. Az új iskola meleg ételeket kínáló konyhával, valamint zöld környezettel rendelkezik. 1992 óta az iskola Bratoljub Klaić, a Bizovacon született kiváló nyelvész, egyetemi tanár nevét viseli.
- „Maslačak” óvoda

## Sport
- Az NK BSK Termia Bizovac labdarúgóklubot 1926-ban alapították. A csapat a megyei 2. ligában szerepel.
- SK Bizovac asztaliteniszklub
- Mladost Bizovac sakk-klub
- ŠRD „Bandar” sporthorgászklub

## Egyesületek
- DVD Bizovac önkéntes tűzoltó egyesület
- VZO Bizovac tűzoltó egyesület
- Paulai Szent Vince humanitárius egyesület
- „Fazan” Bizovac vadásztársaság
- „Gacka” likai hazafias klub
- Matica Hrvatska helyi szervezete